# Esqueça-Me Se For Capaz
"Esqueça-Me Se For Capaz" é uma canção da cantora e compositora brasileira Marília Mendonça e da dupla Maiara & Maraisa, lançada em outubro de 2021 pela gravadora Som Livre como parte do álbum Patroas 35%.

## Composição
"Esqueça-Me Se For Capaz" foi escrita por Dê Angelo, Júnior Gomes, Thales Lessa, Matheus Santos e Renno Poeta. Júnior, Thales e Renno já tinham escrito outras canções para Marília, como "Sem Sal", "Casa da Mãe Joana" e "Ei, Saudade", A letra aborda um eu lírico que desafia um ex-parceiro a conseguir esquecê-lo, não acreditando nesta possibilidade.

## Gravação
A canção foi gravada em 24 de julho de 2021, em Goiânia, durante uma live chamada As Patroas. A apresentação atingiu o pico de 400 mil visualizações simultâneas.

## Lançamento e recepção
Apesar de não ter sido lançada como single, "Esqueça-Me Se For Capaz" foi um dos destaques do álbum Patroas 35%, sobretudo por ter sido a única do projeto a ter um videoclipe roteirizado. O clipe, dirigido por Belle de Melo, faz referência aos filmes Prenda-Me se For Capaz (2002) e As Panteras (2000). Além disso, traz as cantoras caracterizadas como três justiceiras, com parte das cenas vestidas de pilotos de avião. Na época, Maraisa disse:

A mensagem que queremos passar vem das referências que temos de mulheres fortes, não só as passadas pela equipe do clipe, mas também o feedback que recebemos do nosso público. As mulheres têm conseguido mostrar o quanto podem ser vencedoras e prósperas. Recebemos muitas mensagens agradecendo por sermos fontes de inspiração e gostaríamos de retribuir.
Quando Marília Mendonça morreu em novembro de 2021, a música se tornou a mais ouvida de Marília no ranking mundial do Spotify por um dia.

## Desempenho nas tabelas musicais
| País — Tabela musical (2021-2022)  | Posição de pico |
| ---------------------------------- | --------------- |
| Brasil (Billboard Brazil Songs)    | 8               |
| Mundo (Billboard Global 200)       | 97              |
| Global (Billboard Global Excl. US) | 45              |

## Certificações e vendas
| Região                                                        | Certificação | Unidades/vendas |
| ------------------------------------------------------------- | ------------ | --------------- |
| Brasil (PMB)                                                  | 7× Diamante  | - 2.100.000‡    |
| ‡vendas+valores de streaming baseados somente na certificação |              |                 |

## Prêmios e indicações
| Ano  | Prêmio          | Categoria       | Resultado | Ref.  |
| ---- | --------------- | --------------- | --------- | ----- |
| 2022 | MTV MIAW Brasil | Hino de Karaokê | Venceu    | [ 9 ] |